# Rafael Morstadt
Rafael Morstadt (21. října 1835 Loket – 26. srpna 1908 Vídeň) byl český inženýr, pedagog a malíř.
Narodil se v roce 1835 jako syn malíře, grafika a soudního úředníka Vincence Morstadta. V letech 1856–1867 působil na pražské technice jako asistent profesora Rudolfa Skuherského. Když začal Skuherský přednášet deskriptivní geometrii česky, pověřil Rafaela Morstadta německými přednáškami. Českých posluchačů bylo 156 a německých 63. Po náhlé smrti prof. Skuherského v roce 1863 se Morstadt účastnil neúspěšně konkursu na místo profesora deskriptivní geometrie dne 29. 1. 1864. Roku 1867 pražskou techniku opustil. Od roku 1869 působil jako železniční inženýr u rakouské státní dráhy ve Vídni. Podobně jako otec byl nadaný umělec. Tvořil akvarely, kresby a grafiku.
Jeho dcera Anna (1874 - 1946) byla také malířkou.